# Привольне (Славський район)
Привольне (рос. Привольное) — селище Славського району, Калінінградської області Росії. Входить до складу Большаковського сільського поселення.
Населення — 57 осіб (2015 рік).

## Населення
| 2002 | 2010 |
| ---- | ---- |
| 44   | ↗57  |